# Lucas Akins
Lucas-Jordan Jeremiah Akins (Huddersfield, 15 febbraio 1989) è un calciatore grenadino con cittadinanza britannica, attaccante del Mansfield Town.

## Carriera

### Club
Ha giocato nella prima divisione scozzese con l'Hamilton Academical; in seguito, dopo aver giocato anche nella seconda divisione scozzese con il Partick Thistle, ha poi giocato 80 partite nella seconda divisione inglese con il Burton Albion, trascorrendo il resto della carriera con numerosi club tra la terza e la quarta divisione inglese.

### Nazionale
Nel 2024 ha esordito in nazionale.

## Palmarès

### Club

#### Competizioni nazionali
- Campionato inglese di quarta divisione: 1

Burton: 2014-2015